# Дионисий Младший

Южная Италия к 400 году до н. э.

Дионисий Младший или Дионисий II (др.-греч. Διονύσιος ο νεότερος; 397—337 до н. э.) — тиран Сиракуз в 367—356 и 347—344 годах до н. э., сын Дионисия Старшего. Правил обширной державой, включавшей значительную часть Сицилии и часть Южной Италии. Заключил перемирие с Карфагеном, закончив войну, начатую его отцом. Принимал при своём дворе Платона и пытался использовать в своей политике основные постулаты его философии, но в конце концов отказался от этой затеи. Правление Дионисия Младшего не пользовалось популярностью. Начиная с 357 года до н. э. Дион, его родственник (брат Аристомахи, третьей жены его отца) выступил против него и последовательно уничтожал власть молодого тирана. От Сиракуз отпали почти все владения. Дионисий бежал в Локры. Дионисий ненадолго вновь овладел Сиракузами, убив сводного брата Нисея, но затем, осаждённый Тимолеоном в своём последнем оплоте — крепости Ортигии, вынужден был сдаться и уехать в изгнание в Коринф, где и умер в нищете в 337 году до н. э.

## Семья
Отец Дионисия, носивший то же имя, был гражданином Сиракуз и принадлежал к незнатному, но уважаемому роду. Известно, что его отца звали Гермократ. Дионисий Старший сделал карьеру военного, а в 405 году до н. э. захватил власть над родным городом. В качестве тирана и стратега-автократора он управлял существенной частью всей Сицилии, а также отдельными владениями в Италии. У Дионисия была большая семья. Первый брак, с дочерью военачальника Гермократа, остался бездетным. Потом Дионисий женился (согласно Клавдию Элиану, в один день) на Дориде из италийских Локр и на Аристомахе, дочери сиракузянина Гиппарина. Первая родила Дионисия Младшего, Гермокрита и Дикеосину; вторая — Гиппарина, Нисея, Арету и Софросину. Семья включала также братьев Аристомахи Мегакла и Диона (второй женился на Арете), братьев Дионисия Старшего Лептина и Феарида, мужа сестры Дионисия Старшего Поликсена, зятя Лептина Филиста. Тиран, по-видимому, не хотел родниться с сиракузской аристократией, чтобы его семья возвышалась над общиной; поэтому он устраивал близкородственные браки. В продолжение этой тенденции Дионисию Младшему, когда он достиг взрослых лет, пришлось жениться на единокровной сестре — Софросине.

## Биография
При поддержке наемников отца Дионисий захватил власть. Первые годы он пользовался советами Диона, дяди, даже в каких-то направлениях позволял собой управлять.
В это время продолжалась война с Карфагеном (в 364 году до н. э. было заключено перемирие). Несмотря на это Дионисий Младший снизил военный налог на три года. 3 тыс. граждан, осуждённых за долги по налогам, были прощены и получили свободу. К тому же в 367 году до н. э. он направил письмо с приглашением философу Платону, рассчитывая на то, что Платон был другом Диона. Платон прибыл в Сиракузы в 366 году до н. э. Под влиянием философа Дионисий Младший отказался от роскошного образа жизни, начал высказывать мысли об отказе от тирании.
Постепенно в результате подозрений относительно Диона (его попытки вести переговоры с карфагенянами без учёта мнения Дионисия, другие антитиранические мысли и действия) Дионисий отстранил его от властных полномочий, и Дион, а вслед за ним и Платон, отправились в Коринф. В 361 году до н. э. Дионисий вновь пригласил Платона к себе, но тот был в Сиракузах, где он и его спутники исследовали антитиранические настроения в обществе. Впоследствии попытка философа применить здесь свои идеи по созданию идеального государства окончилась неудачей: политический строй Сиракуз был далёк от аристократических и демократических идеалов греческого общества..
Вместе с тем Дионисий Младший разрешил жителям бывшего города Наксос возродить общину Тавромения. Также по его распоряжению начали восстанавливать город Регий под новым названием Фойбея, где был размещен военный гарнизон. В целом внешняя политика Дионисия Младшего была направлена на защиту уже существующих владений. В Нижней Италии он боролся с местным племенем луканов, которые атаковали его владения. После обороны собственной территории было заключено мирное соглашение (359 год до н. э.). Со свободными городами Тарентского залива у Сиракуз сложились мирные отношения. Это позволило заложить два новых города в Апулии. Кроме того, Дионисий Младший был в союзнических отношениях с Спартой.
Но в целом авторитет Дионисия Младшего угасал, его попытки сделать тиранию более цивилизованной потерпели неудачу. Поэтому, когда в августе 357 года до н. э. Дион высадился на западном побережье Сицилии с отрядом наемников в 600 человек при поддержке карфагенского военачальника в городе Мино, он быстро захватил города Гелу, Аграгант, Камарину. После этого Дион получил помощь от сикулов и сиканов. К Сиракузам Дион пришёл с 2 тыс. воинов. Южная Италия тоже восстала. При этом жители Сиракуз открыли ворота Диону. В руках сторонников Дионисия Младшего остались острова Ортигия и Ахрадина. Однако из Эллады на помощь Диону прибыл Гераклид с 20 триерами и 1600 воинами. В этой ситуации Дионисий передал в управление Ортигией сыну Аполлократу, а сам отправился в Италию. Отсюда он на помощь сыну снарядил флот с продовольствием и вооружением во главе с неаполитанцем Нипсием.
В итоге согласно договору между Дионисием и Дионом последний отказывался от власти над Сиракузами, но получал право завоевать другие города Сицилии. Ещё некоторое время шла борьба за власть на острове, но Дионисий Младший практически потерял всё, что оставил ему отец. В 355 году до н. э. сын Аполлократ покинул Ортигию и с пятью кораблями направился к отцу в Южную Италию.
Все время после своего отстранения от власти Дионисий Младший находился на родине своей матери в Локрах. В 352 году до н. э. с целью создать базу для дальнейшего восстановления своей власти в Сиракузах, он стал тираном Локр. В это же время полководец Калипп сверг Диона, захватил власть в Сиракузах, после чего сумел овладеть Катаной и Регием. Вскоре тот погиб, а в Сиракузах воцарился политический хаос. В 346 году до н. э., воспользовавшись слабостью тирана Сиракуз Нисея (своего сводного брата), Дионисий Младший захватил город. Но как только Дионисий вышел из Локр, его жители восстали, восстановили свободу и казнили жену Дионисия Софросину и двух его дочерей.
В Сиракузах Дионисий сразу столкнулся с тремя противниками: тираном Леонтин Гикетом, карфагенянами и Тимолеонтом, которого отправил Коринф, чтобы восстановить свободу всех городов Сицилии. Вся эта сложная ситуация заставила Дионисия Младшего явиться к Тимолеонту, который стоял военным лагерем под Катаной (344 год до н. э.).
Дионисия Младшего отправили в Коринф, где он спокойно жил до смерти. Здесь он встречался с царем Македонии Филиппом, переписывался с философом Аристоксеном. В целом же бывший тиран занимался философскими упражнениями.

## Образ в литературе
Дионисий I Сиракузский выступает одним из главным действующих лиц в романе «Маска Аполлона» британской писательницы Мэри Рено. Значительное внимание уделяется реалистичному описанию города Сиракузы эпохи Дионисия: его горожан, некоторых сооружений, в частности театра, а также обустройство крепости Ортигия.